# Подпольное (Новомосковский район)
Подпольное (укр. Підпільне) — село,
Знаменовский сельский совет,
Новомосковский район,
Днепропетровская область,
Украина.
Код КОАТУУ — 1223282504. Население по переписи 2001 года составляло 256 человек.

## Географическое положение
Село Подпольное находится у истоков реки Подпольная,
ниже по течению на расстоянии в 12 км расположено село Песчанка.
Через село проходит автомобильная дорога Т-0425.